# St. Peter und Paul (Bad Buchau/Kappel)

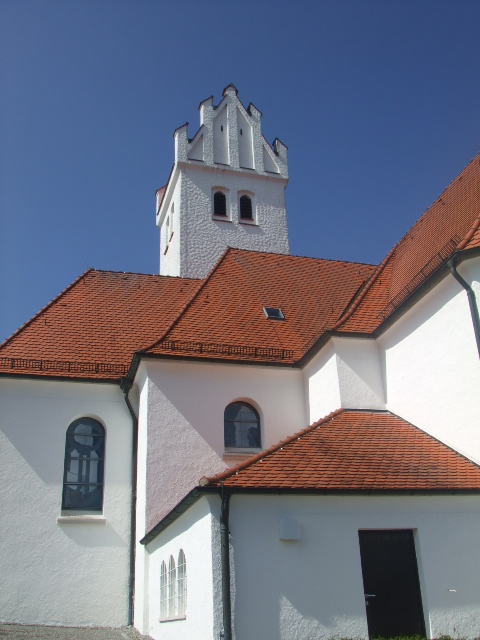
St. Peter und Paul in Kappel

St. Peter und Paul ist eine katholische Kirche in Kappel, einem Ortsteil von Bad Buchau. Sie befindet sich in der Diözese Rottenburg-Stuttgart und zählt zu den ältesten in der Region. Die Kirche ist vor allem für ihre Fresken bekannt, die als die ältesten Württembergs gelten.

## Geschichte

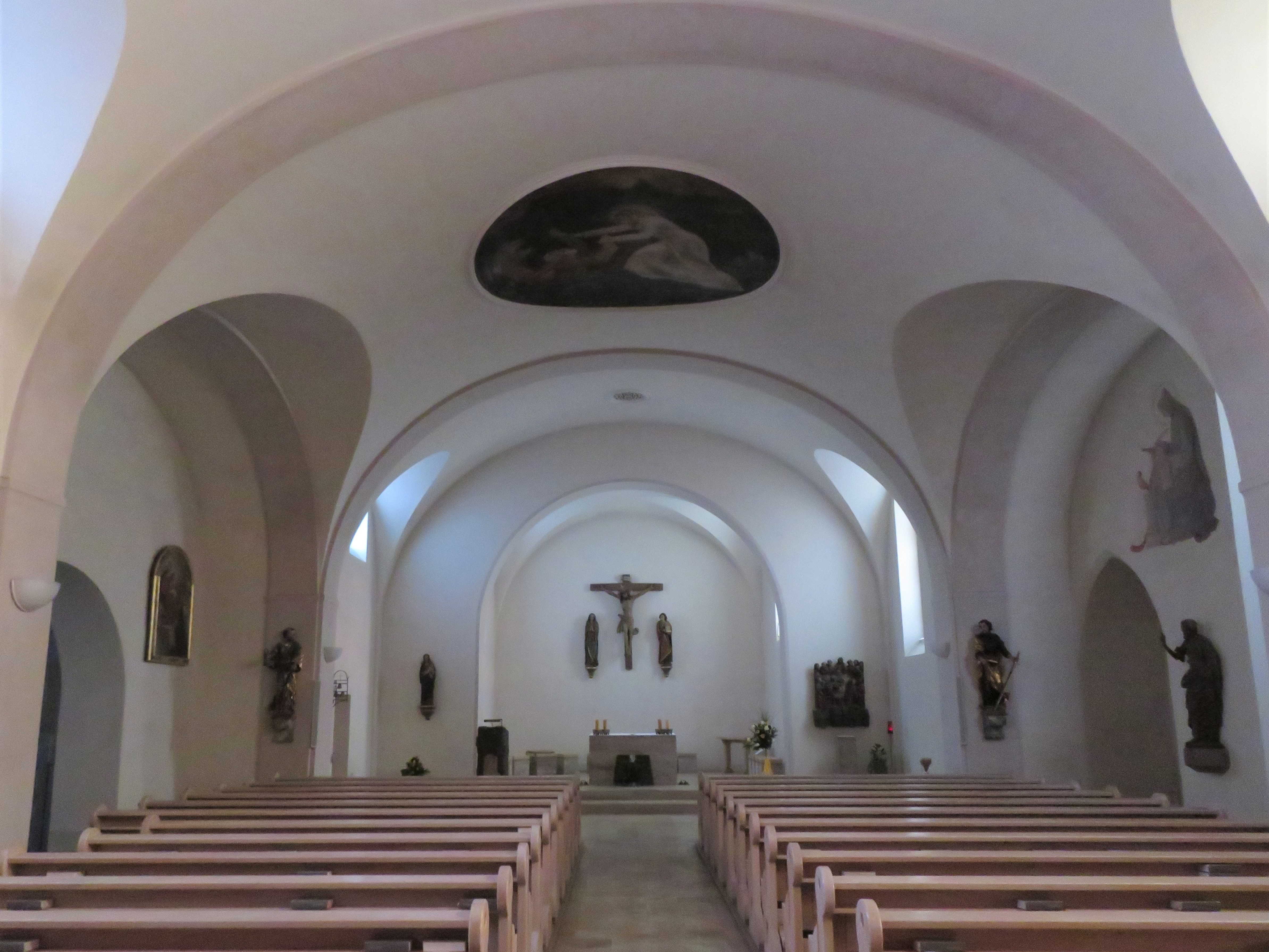
Blick zum Chor

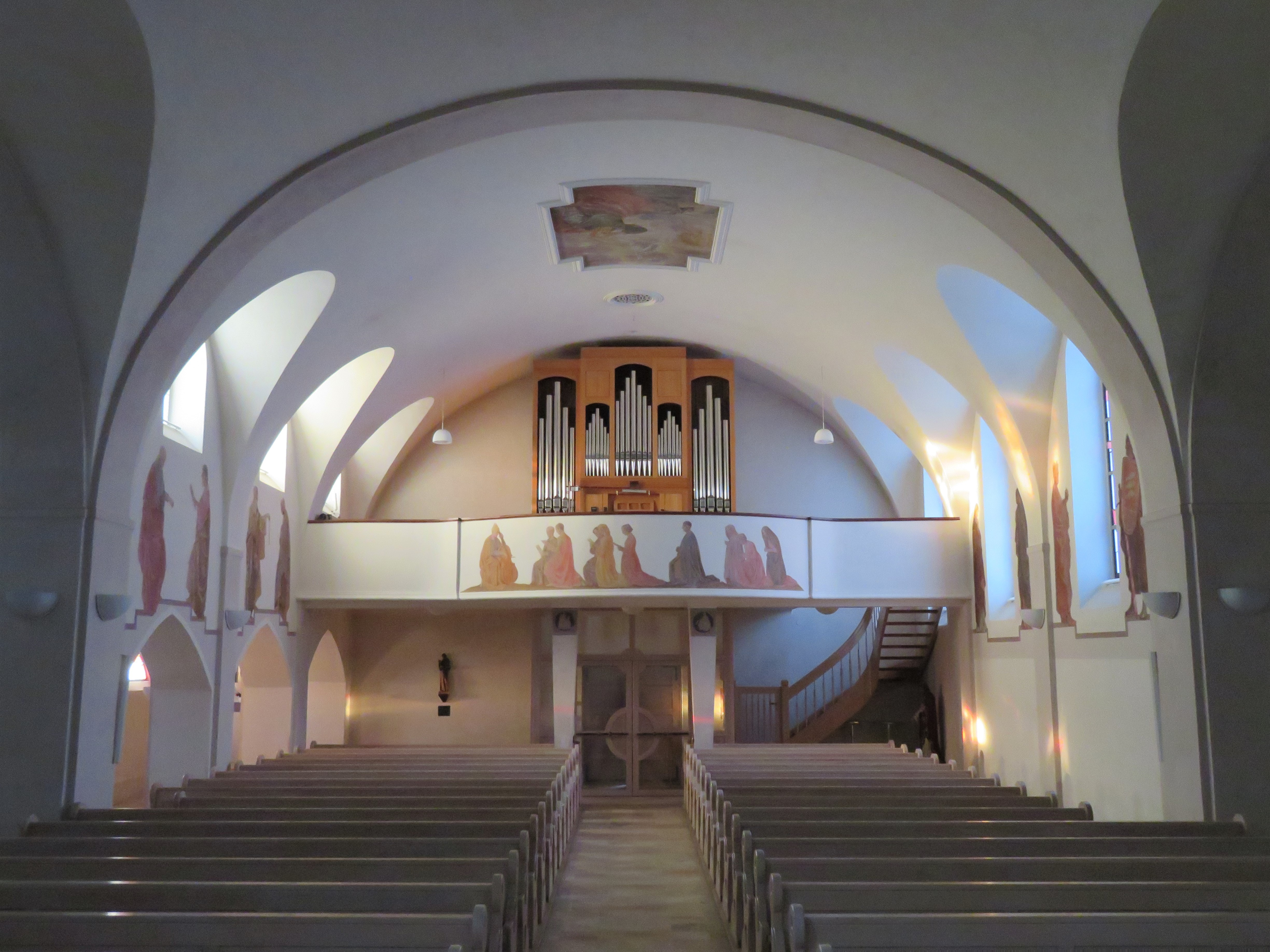
Blick zur Orgel

Erstmals urkundlich erwähnt wird die Kirche um das Jahr 700 als Taufkapelle. 1225 wurde der bisher rechteckige Chor um einen dreiseitigen Chorschluss erweitert und 1473 ein Kirchenschiff angebaut. Im Jahre 1742 wurde die Kirche barockisiert. In den 1920er Jahren war die Kirche zu klein, deshalb wurde zwischen Chor und Turm der Neubau eingeschoben. Am 24. Oktober 1927 fand die Kirchweihe durch Bischof Joannes Baptista Sproll statt. Bei dieser Erweiterung fand man im alten Chor die ältesten Wandmalereien Württembergs. 
Am 27. Juni 1935 wurde durch ein Erdbeben ein Teil der Kirche zerstört, hierbei fiel der Giebel des Kirchturmes in die Vierung der Kirche, in der sich zu dem Zeitpunkt niemand befand. 1968 wurde der Hochaltar entfernt, und die Kirche bekam einen neuen Volksaltar, Ambo und Tabernakel. Diese neuen liturgischen Orte wurden von Josef Henger geschaffen. Die Weihe derselben fand am Rosenkranzsonntag, dem 6. Oktober 1968, statt.

## Ausstattung

### Bilder und Figuren
- Die Fresken in der Taufkapelle
- Eine gotische Kreuzigungsgruppe
- Die Kirchenpatrone vom alten Hochaltar
- Ein Abendmahlrelief
- Eine hochbarocke Täuferfigur
- Eine Marienfigur vom alten Seitenaltar
- Bilder vom Hoch- und Seitenaltar (Hl. Sippe und Skapulierverleihung)
- Herz-Jesu-Statue
- Wandmalereien im Kirchenschiff (4 Evangelisten, König Ludwig der Deutsche, Sel.Irmengardis, Sel.Adelindis, Gaugraf Hatto, Hermann der Lahme und das singende Volk)
- Bild von der Schönststattmadonna
- Statue des heiligen Antonius

### Glocken
Das Geläut besteht aus fünf Glocken:
- Glocke 1: Marien-Glocke aus dem Jahr 1696
- Glocke 2: Peter-und-Paul-Glocke aus dem Jahr 1978
- Glocke 3: Christus-Glocke aus dem Jahr 1992
- Glocke 4: Marien/Wetter-Glocke von 1475
- Glocke 5: Taufglocke aus dem 13. Jahrhundert

## Orgel

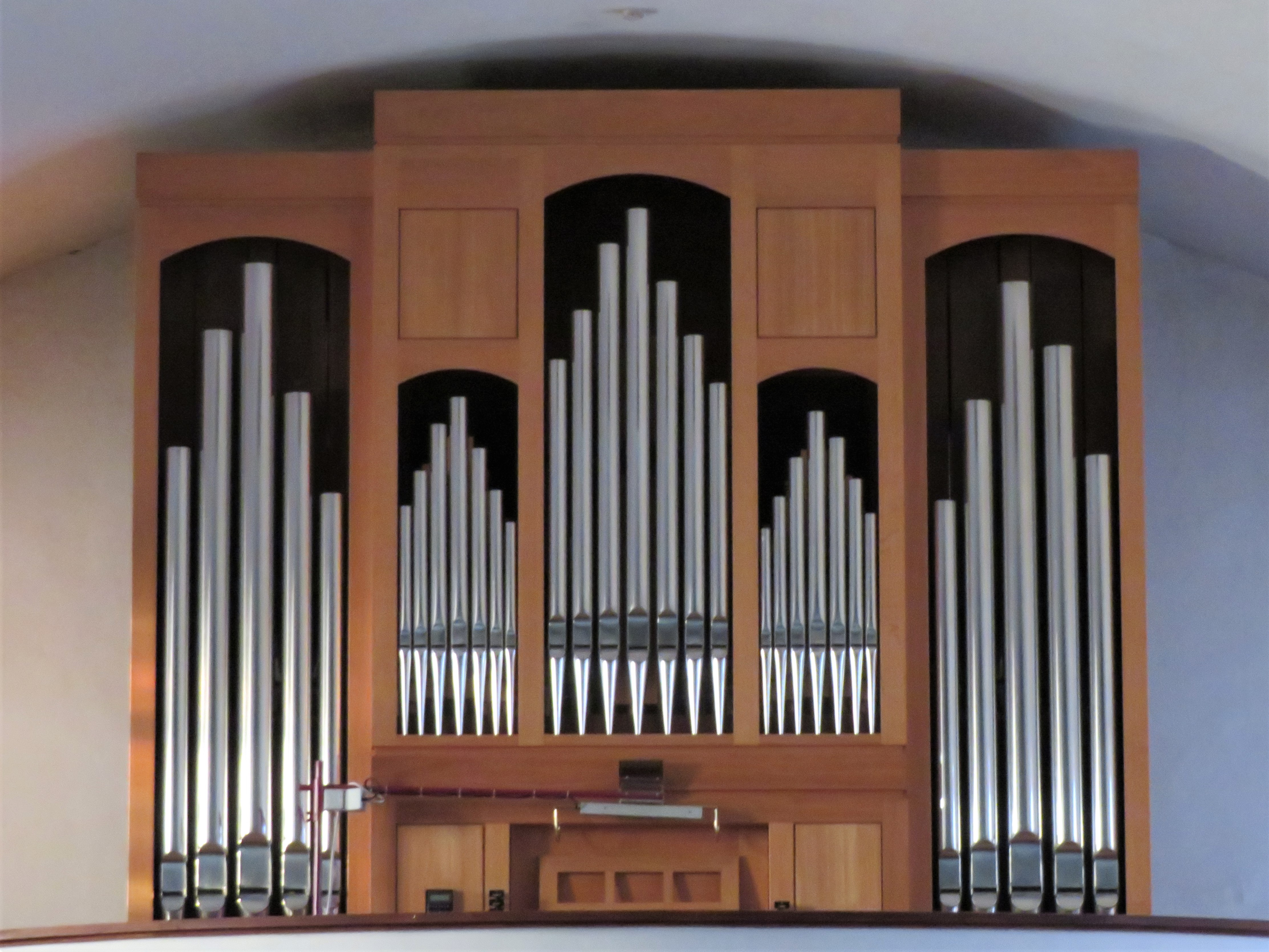
Prospekt der Mönch-Orgel (erbaut 1994)

Die Orgel befindet sich auf der Empore über dem Eingangsbereich. Sie stammt aus der Orgelbauwerkstatt Mönch Orgelbau in Überlingen und wurde 1994 fertiggestellt. Das Instrument hat 16 klingende Register, verteilt auf zwei Manuale und Pedal, sowie vier Pedaltransmissionen. 
Die Disposition lautet wie folgt:
| I Hauptwerk C–g3 |            |       |
| 1.               | Principal  | 8′    |
| 2.               | Gedeckt    | 8′    |
| 3.               | Octave     | 4′    |
| 4.               | Blockflöte | 4′    |
| 5.               | Doublette  | 2′    |
| 6.               | Mixtur IV  | 1 ⁄3′ |
| 7.               | Trompete   | 8′    |

| II Schwellwerk C–g3 |                 |        |
| 08.                 | Rohrflöte       | 8′     |
| 09.                 | Viola da Gamba  | 8′     |
| 10.                 | Principalflöte  | 4′     |
| 11.                 | Nazard          | 2 ⁄3′  |
| 12.                 | Waldflöte       | 2′     |
| 13.                 | Terz            | 1 3⁄5′ |
| 14.                 | Larigot         | 1 ⁄3′  |
| 15.                 | Basson-Hautbois | 8′     |
|                     | Tremulant       |        |

| Pedal C–f1 |           |         |
| 16.        | Subbass   | 16′     |
|            | Principal | 08′ (T) |
|            | Gedeckt   | 08′ (T) |
|            | Octave    | 04′ (T) |
|            | Trompete  | 08′ (T) |

- Koppeln: II/I, I/P, II/P, II/P 4′